# Agrotis trigonalis
Agrotis trigonalis är en fjärilsart som beskrevs av Eugen Johann Christoph Esper 1782. Agrotis trigonalis ingår i släktet Agrotis och familjen nattflyn. Inga underarter finns listade i Catalogue of Life.